# Балтийска Антанта
Балтийската Антанта е съглашение за взаимно разбирателство и сътрудничество, подписано между Литва, Латвия и Естония.

## История
Споразумението за създаването на Балтийската антанта е подписано в Женева на 12 септември 1934 г. Създадена е с цел да се следва обща единна външна и отбранителна политика на държавите членки.
След 1918 г. има опити за създаване на съюз между Естония, Финландия, Литва, Латвия и Полша, който да бъде бариера срещу евентуална агресия на СССР, а по-късно и на Третия райх. През 1923 г., Естония и Латвия подписват двустранно споразумение за отбрана, подновен през 1934, когато към него се присъединява и Литва. Общата политика на Балтийската Антанта се осъществява чрез срещи на външните министри на държавите членки два пъти в годината. Израз на това сътрудничество се превръща представителството на трите балтийски страни от общ делегат на пакта на международни конференции.
През 1938 г. по времето на несигурната политическа ситуация преди избухването на Втората световна война Балтийската Антанта обявява неутралитет. Съюзът е ликвидиран през 1940 г., след включването на участващите страни в състава на СССР.
Пактът е възобновен през 1990 г. под името на Балтийска асамблея.